# Hôpital Quirón Miguel Domínguez
L'hôpital Quirónsalud Miguel Domínguez est un hôpital général privé situé dans la ville de Pontevedra (Espagne), géré par le groupe hospitalier Quirónsalud. Il est situé au cœur du centre-ville.

## Histoire
Il a été fondé en 1947 comme clinique par le chirurgien orthopédiste asturien Miguel Domínguez Rodríguez rue Joaquín Costa. A l'origine, l'hôpital était à 90% consacré à la traumatologie, mais il s'est progressivement professionnalisé et a élargi ses spécialités jusqu'à devenir un hôpital général. Il a fonctionné comme une entreprise familiale depuis l'inauguration de la clinique, le 16 juillet 1949, jusqu'en 1996, date à laquelle a été réalisée la plus importante extension, avec la construction de la partie correspondant à la rue Castelao.
Il est devenu un hôpital en 2000. Il a été rouvert comme tel le 1er février 2000, en présence du président de la Xunta de Galicia. En 2009, il s'est constitué en groupe hospitalier Miguel Domínguez après la fusion de trois établissements privés : l'hôpital Miguel Domínguez, la polyclinique Miguel Domínguez et la clinique médicale La Merced. En 2011, il a intégré au groupe hospitalier le centre de rééducation et de kinésithérapie de la rue San Pedro de Alcántara.
Le 16 octobre 2015, le groupe hospitalier privé Quirónsalud a racheté à la famille Domínguez l'hôpital principal du centre-ville, ainsi que le centre de spécialités polyclinique de la rue Castelao, le centre de rééducation et de kinésithérapie de la rue San Pedro de Alcántara et la clinique La Merced à Andurique (Poio), tout près de la ville, qui est devenu l'Institut de neuro-rééducation,, et qui a finalement été transféré à l'hôpital Quirón, dans le centre de Pontevedra, en janvier 2024.

## Description
L'hôpital Quirón de Pontevedra possède deux entrées, celle de la rue Frei Xoán de Navarrete (entrée principale) et celle de la rue Castelao, où se trouvent les services d'urgence et d'analyse clinique. Il compte plus de 50 médecins spécialistes, 5 salles d'opération et des technologies de test et de diagnostic avancées. Il dispose également d'autres installations telles qu'un laboratoire d'analyse et une salle de réunion.
Il a été le premier centre de santé privé de Pontevedra à disposer d'un respirateur artificiel et à disposer d'un scanner, d'une résonance magnétique ou de salles d'opération "intelligentes".
L'hôpital a un accord avec le service de santé de Galice (Sergas) en tant qu'hôpital agréé pour envoyer des patients. Ce centre accueille des patients victimes d'accidents du travail et de la circulation.

## Galerie

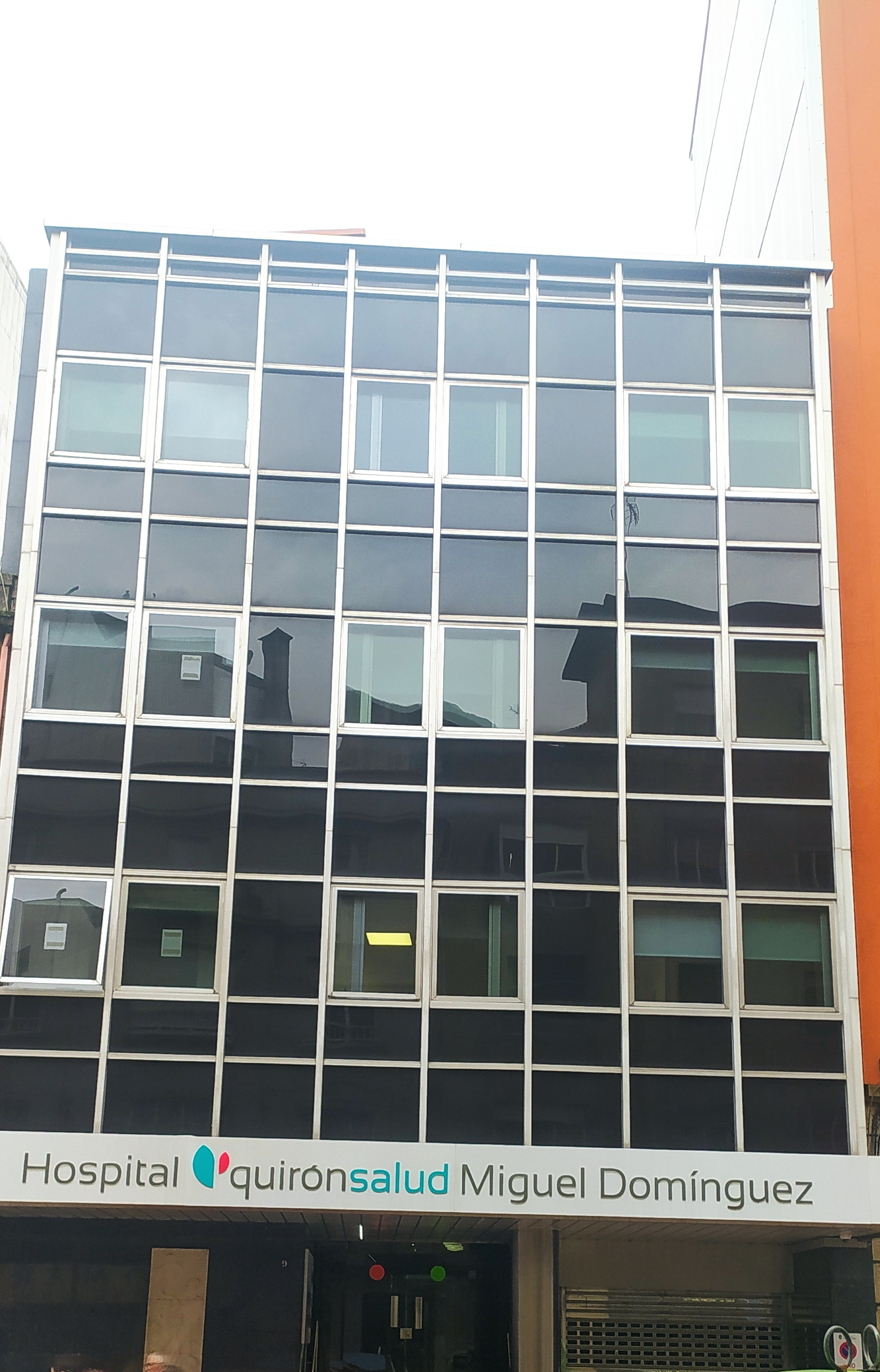
Façade avant de l'hôpital rue Frei Xoán de Navarrete
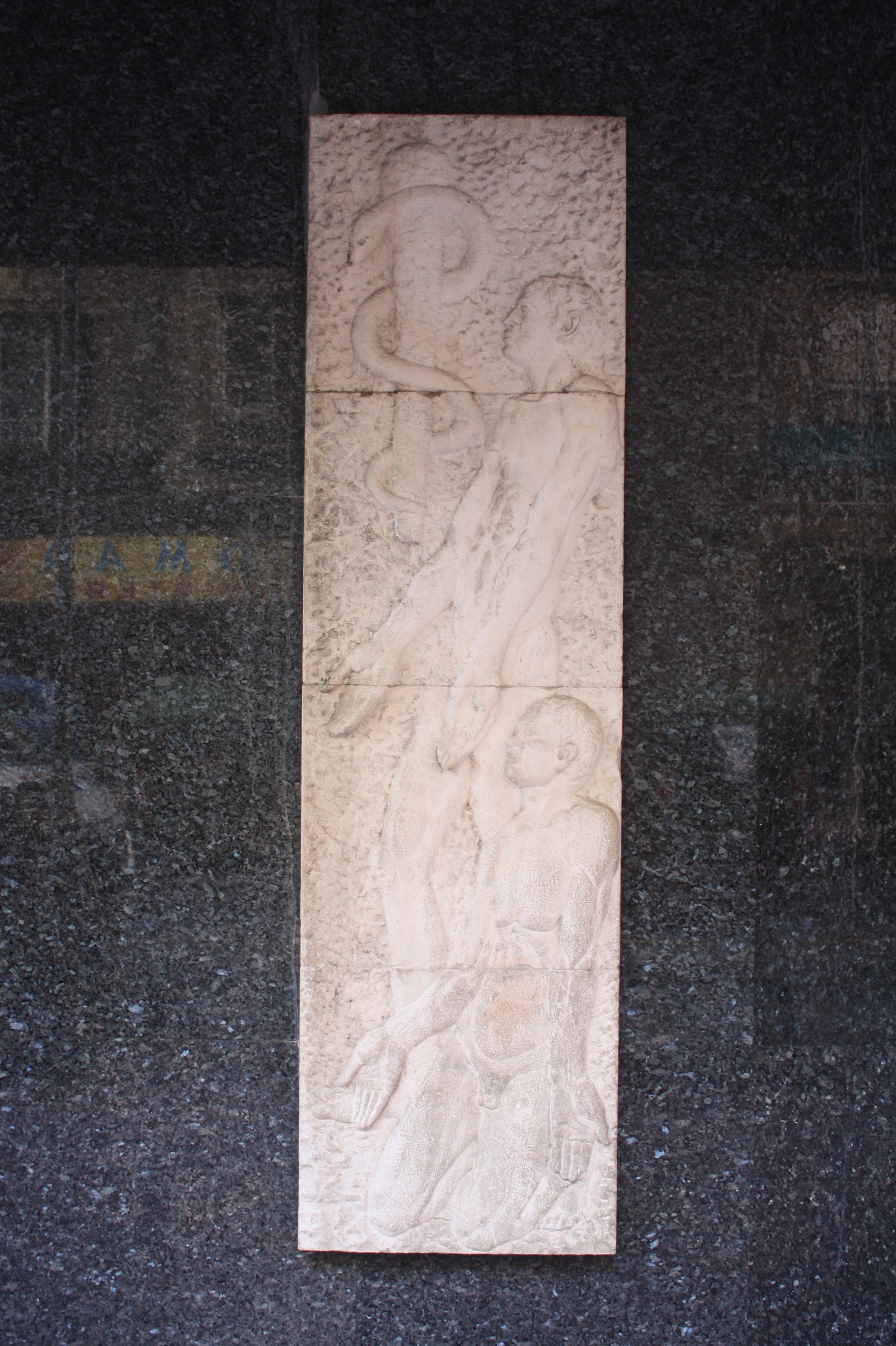
Relief représentant la médecine à l'entrée de l'hôpital, par le sculpteur Lucas Míguez
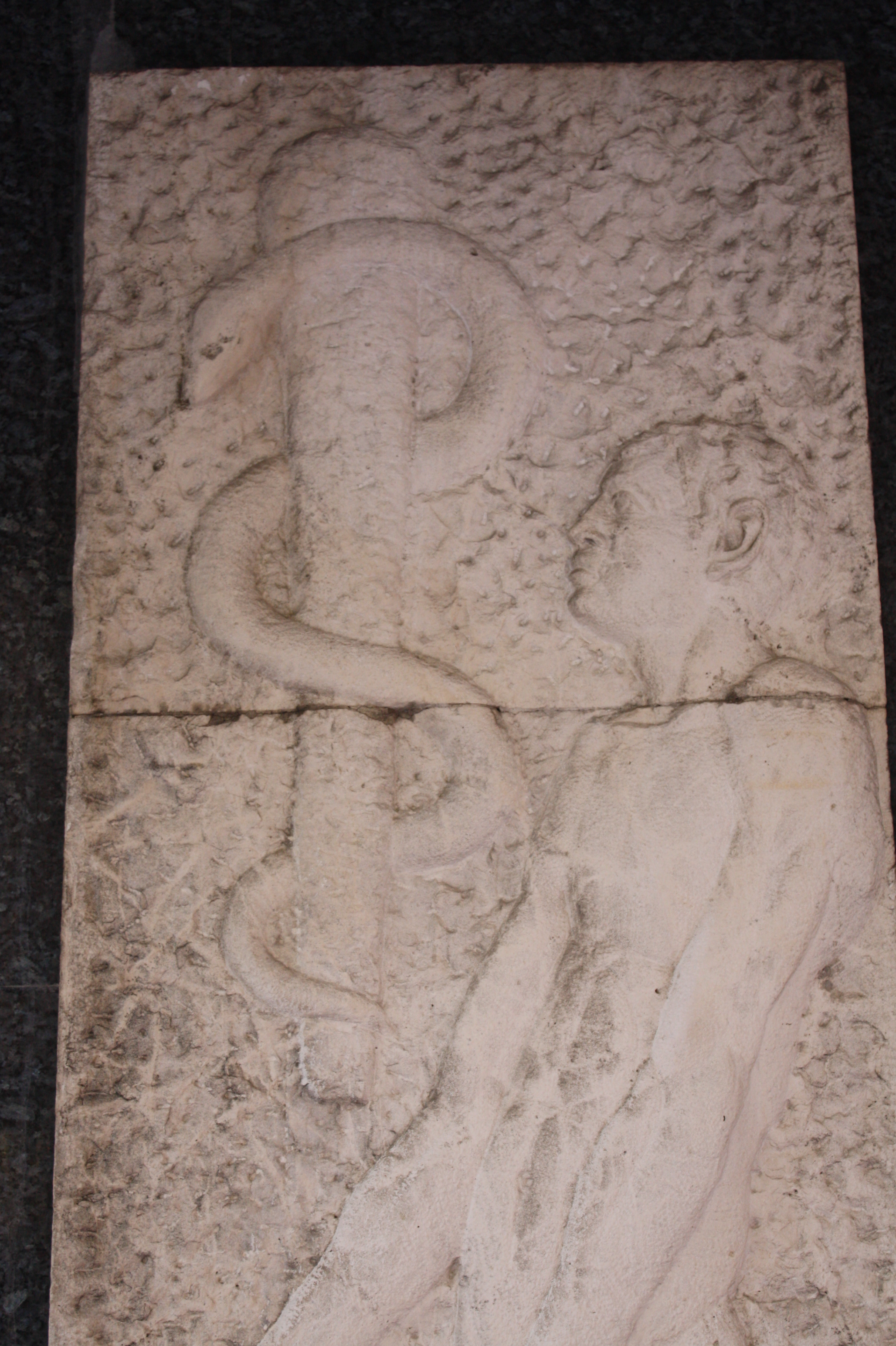
Détail du relief à l'entrée principale de la rue Frei Xoán de Navarrete